# Hermogenes z Priene
Hermogenes z Priene lub Hermogenes z Alabandy (II wiek p.n.e.) – hellenistyczny architekt. Witruwiusz przypisuje mu stworzenie nowego typu świątyni zwanego pseudodipteros. Dzięki usunięciu rzędu wewnętrznych kolumn perystylu. Zdefiniował również różne rodzaje kolumnad na podstawie stosunku matematycznego obwodu i wysokości kolumn. Zastosowanie węższych kolumn pozwoliło na uzyskanie dodatkowej wolnej przestrzeni. Hermogenesowi przypisuje się wiele budowli, z których najbardziej znane to:
- Świątynia Zeusa Sosipolisa w Magnezji – zachowany fronton eksponowany jest w Muzeum Pergamońskim w Berlinie.
- Świątynia Artemidy Leukofryene w Magnezji nad Meandrem